# Dipodomys agilis
Dipodomys agilis је врста глодара из породице кенгур-пацова (Heteromyidae).

## Распрострањење
Врста је присутна у Сједињеним Америчким Државама и Мексику.

## Станиште
Станишта врсте су шуме, планине и брдовити предели.

## Начин живота
Врста Dipodomys agilis прави подземне пролазе.

## Угроженост
Ова врста је наведена као последња брига, јер има широко распрострањење и честа је врста.